# Козаков, Абрам Наумович
Абра́м Нау́мович Козако́в (также — Казаков, Янкелевич-Казаков, при рождении Авраа́м Ну́симович Янкеле́вич; 20 декабря 1903  [2 января 1904], Одесса, Херсонская губерния — апрель 1989, Москва) — советский оператор и режиссёр, фронтовой кинооператор в годы Великой Отечественной войны. Заслуженный деятель искусств РСФСР (1981), лауреат двух Сталинских премий (1941, 1943).

## Биография
Родился 20 декабря 1903 (3 января 1904 год)а в семье одесского мещанина Нусима Лейбовича Янкелевича и Рухли Янкелевич. В 1917 году работал учеником в фотоателье. В 1918 году работал при штабе одесской Красной гвардии. С 1919 года — член бюро Союза рабочей молодежи Молдаванского района Одессы, был мобилизован на фронт. Воевал против войск атамана Семёна Петлюры. Добровольцем поступил на бронепоезд № 60 «Коршун» 14-й армии. Демобилизовался в конце 1920 года, обучался на профтехнических курсах. Работая подручным, в 1923 году посещал вечерний техникум, в 1924 году — рабфак Одесского политехнического института. Состоял в литературном кружке «Потоки Октября», печатался в газетах «Моряк», «Известия», журнале «Юго-Леф».
В 1927 году окончил операторское отделение Государственного техникума кинематографии в Одессе (1927). Работал помощником оператора Алексея Калюжного на Одесской кинофабрике ВУФКУ. С 1929 года — оператором Киевской кинофабрик ВУФКУ и студии кинохроники в Харькове в 1931—1941 годах.

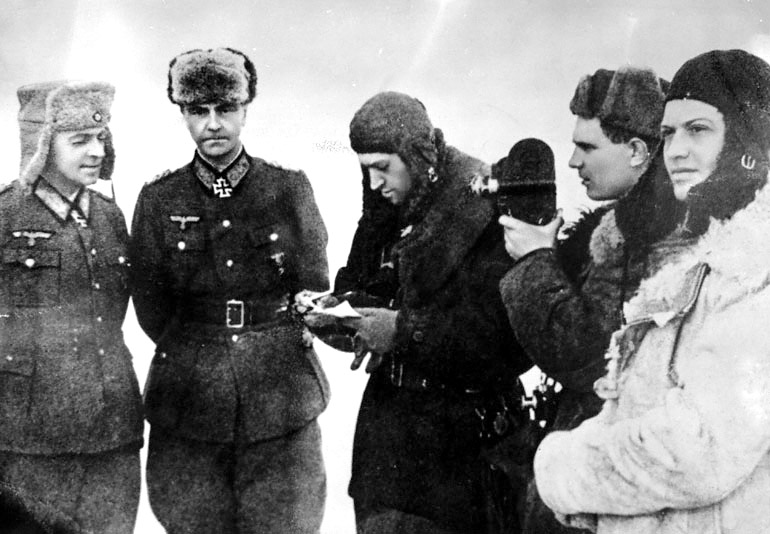
Съёмка Козаковым пленения Паулюса в Сталинграде. 31 января 1943
Фото: А. Н. Зенин

Был призван на фронт в первый же день Великой Отечественной войны, в звании инженер-майор работал в киногруппах Юго-Западного (с июня 1941), Сталинградского (с сентября 1942), Центрального и 1-го Белорусского фронтов (с июля 1943). Во всех местах его работа имела высокие оценки.

В настоящее время беспрерывно снимает на Сталинградском фронте. Дал яркие эпизоды уличных боёв. Успешно освоил съёмку звукового военного кинорепортажа. Регулярно даёт высококачественные звуковые съёмки со Сталинградского фронта. Сюжеты тов. Козакова отличаются высокохудожественной фотографией, оригинальной композицией кадров и умелой передачей подлинно фронтовой, боевой обстановки.
— Из характеристики со Сталинградского фронта, РГАЛИ. Ф. 2451. Оп. 1. Д. 115. Л. 15.
В конце ноября 1943 года в районе города Климово вместе с оператором Иваном Маловым получил тяжёлое ранение, в результате потерял часть левой ноги.
В 1944—1953 годах работал на Украинской студии хроникально-документальных фильмов. Оператор ЦСДФ в 1953—1964 годах. Кроме фильмов является автором сюжетов для кинопериодики: «Московская кинохроника», «Новости дня», «Пионерия», «Социалистическая деревня», «Союзкиножурнал». В 1978—1982 годах — художественный руководитель и режиссёр «Студии на Трехгорке».
Член ВКП(б) с 1930 года, член Союза кинематографистов СССР (Москва) с 1958 года.

### Семья
- старший брат — Константин Наумович Козаков, революционер–подпольщик;
- дочь — Агнесса Абрамовна;
- дочь — Беатриса Абрамовна, фотограф на ЦСДФ, в 1990-х годах эмигрировала в Испанию[4].

## Фильмография
Оператор
- 1929 — Суд над СВЦ
- 1930 — Первая большевистская весна
- 1932 — Про Деда Мороза
- 1933 — Праздник зажиточности
- 1934 — Весну делают люди
- 1935 — Великая годовщина (совместно с Г. Александровым, А. Кричевским, М. Койфманом, К. Куляевым)
- 1935 — Великому народному поэту (в соавторстве)
- 1935 — Мастера колхозной зажиточности
- 1935 — Славная годовщина (совместно с С. Семёновым, В. Соболевым)
- 1936 — Академик Т. Д. Лысенко
- 1936 — Алексей Стаханов (совместно с В. Собовым)
- 1936 — Герой Криворожья
- 1936 — Славная годовщина
- 1937 — Вблизи Диканьки
- 1937 — Киев
- 1937 — Стахановское движение в СССР
- 1938 — Мастера угля
- 1938 — Певец украинского народа
- 1938 — Чуден Днепр
- 1939 — На западной границе
- 1939 — Чуден Днепр
- 1940 — Алексей Семиволос
- 1940 — На Дунае (в соавторстве)
- 1940 — Народная инициатива (совместно с А. Шаповаловым)
- 1943 — Орловская битва (в соавторстве)
- 1943 — Сражение за Гомель (спецвыпуск «Союзкиножурнала» № 73—74) (в соавторстве)
- 1943 — Сталинград (в соавторстве)
- 1946 — 1 Мая (ч/б вариант; в соавторстве)
- 1946 — День авиации (в соавторстве)
- 1946 — Парад молодости (в соавторстве)
- 1947 — Всесоюзный парад физкультурников (в соавторстве)
- 1947 — Слава Москве (в соавторстве)
- 1949 — 1 Мая (цветной вариант; в соавторстве)
- 1949 — XXXII Октябрь (цветной вариант; в соавторстве)
- 1949 — День Воздушного флота СССР (в соавторстве)
- 1951 — 1-е Мая 1951 г. (в соавторстве)
- 1951 — День Воздушного флота СССР (в соавторстве)
- 1952 — День воздушного флота СССР (в соавторстве)
- 1954 — Архитектура Киева
- 1955 — День артиллерии (совместно с В. Придорогиным)
- 1956 — На фермах Украины (в соавторстве)
- 1957 — Великая битва (в соавторстве)
- 1957 — Народное движение (в соавторстве)
- 1959 — Будни ударного колхоза
- 1958 — Советские экскаваторы
- 1959 — Будни ударного колхоза
- 1959 — Колхозный художник
- 1959 — Мхатовцы у краснопролетарцев
- 1959 — Рационализаторы
- 1959 — Хисако Нагата
- 1959 — Что нового в бригаде Баталова?
- 1960 — Вдохновенное искусство (совместно с А. Сологубовым, Р. Халушаковым)
- 1960 — Перебазировка мобильного башенного крана МБТК-80 (совместно с К. Широниным)
- 1961 — Имя его переживёт века (совместно с М. Прудниковым)[12]
- 1961 — Солнечное затмение (совместно с И. Запорожским, И. Михеевым, М. Прудниковым)
- 1962 — Великая битва на Волге (в соавторстве)[13]
- 1975 — Парень с «Трёхгорки»

Режиссёр
- 1929 — Суд над СВЦ
- 1960 — Перебазировка мобильного башенного крана МБТК-80 (совместно с К. Широниным)[14]
- 1973 — Рекомендую в партию
- 1976 — Связной с Красной Пресни
- 1977 — Нити судьбы
- 1977 — Эскиз к портрету
- 1982 — Наш парторг

## Награды и звания
- Сталинская премия второй степени (1941) — за съёмки документального фильма «На Дунае» (1940)[10]
- Сталинская премия первой степени (1943) — за съёмки документального фильма «Сталинград» (1943)[10][15]
- орден Отечественной войны II степени (1 марта 1943)[16]
- медаль «За оборону Сталинграда» (1943)[5]
- орден Красной Звезды (22 февраля 1944)[17]
- орден Красного Знамени[5]
- медаль «За победу над Германией в Великой Отечественной войне 1941—1945 гг.» (1945)[5]
- медаль «За оборону Киева» (1961)[5]
- заслуженный деятель искусств РСФСР (1981)[9]
- орден Отечественной войны I степени (6 апреля 1985)[18]
- медали СССР[5]